# Hochtannbergpas

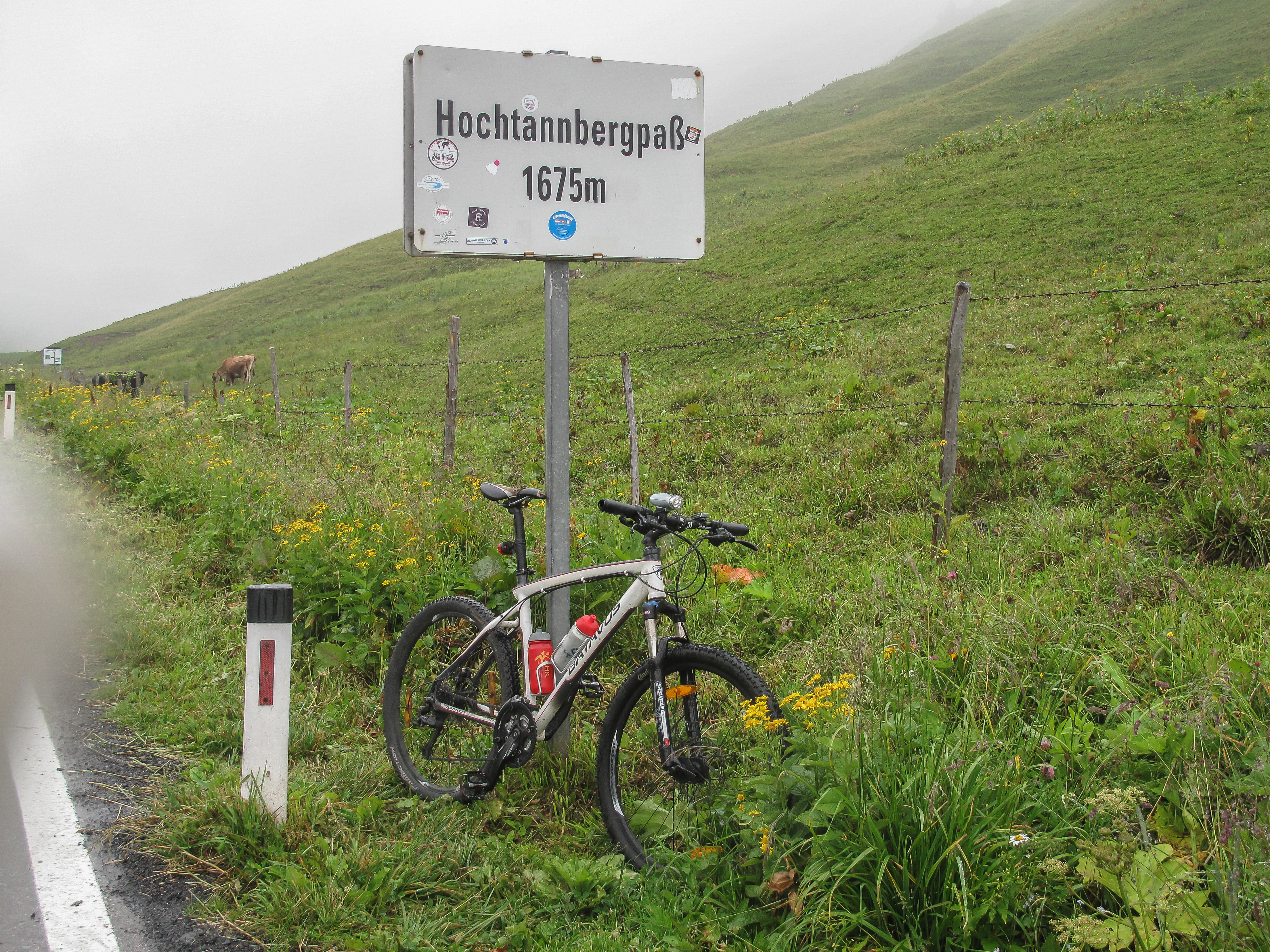
Het bordje van de bergpas

De Hochtannbergpas is een 1679 meter hoge bergpas in de Oostenrijkse deelstaat Vorarlberg. De pas ligt op de Oostenrijkse rijksweg B200, die loopt van Warth naar Bregenz. De pas vormt een verbinding tussen Schröcken in Vorarlberg en Steeg in Tirol. De pas scheidt de Allgäuer Alpen van het Lechbrongebergte.
Arlberg · Bielerhöhe · Brenner · Fern · Flexen · Gerlos · Großglockner · Hahntennjoch · Katschberg · Kühtai · Pfitscherjoch · Plöcken · Radstädter Tauern · Reschen · Seefeld · Sölk · Staller Sattel · Timmelsjoch · Triebener Tauern · Turracherhöhe · Zeinis